# Brooke Raboutou

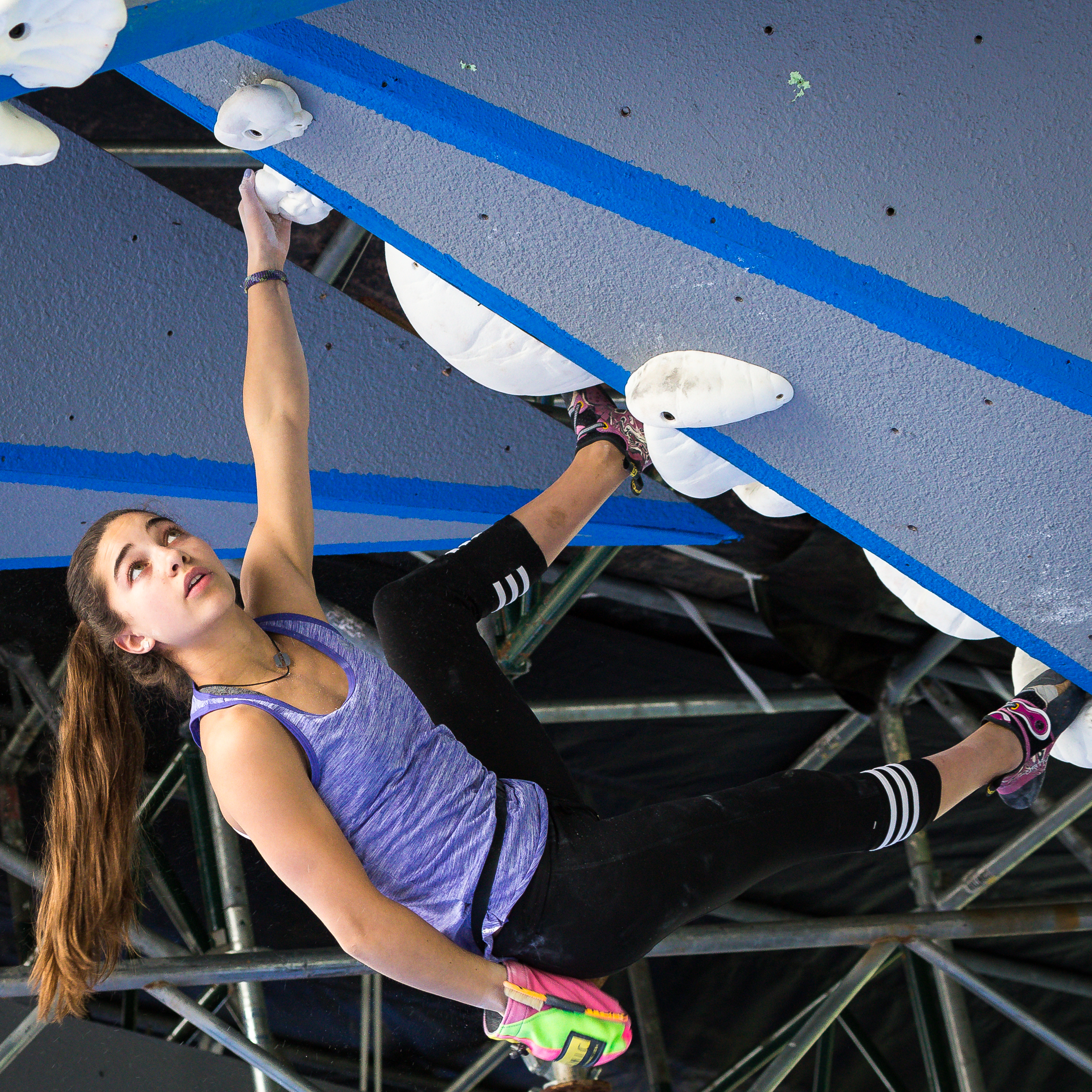
Riverrock 2016. Brooke Raboutou na sztucznej ścianie w boulderingu

Brooke Raboutou (ur. 9 kwietnia 2001 w Boulder) – amerykańska wspinaczka sportowa. Specjalizuje się w boulderingu, prowadzeniu oraz we wspinaczce łącznej.  

## Kariera
W 2019 w Hachiōji na mistrzostwach świata zajęła dziewiąte miejsca w klasyfikacji generalnej wspinaczki łącznej czym zapewniła bezpośrednie kwalifikacje na IO 2020 w Tokio we wspinaczce sportowej.

## Osiągnięcia

### Mistrzostwa świata
| Konkurencje       | 2018  | 2019 | 2021 | 2023 |
| Bouldering        | 31    | 41   | 5    | 5    |
| Prowadzenie       | 31-32 | 15   | 5    | 3    |
| Wsp. na czas      | 46    | 24   | -    | -    |
| Wspinaczka łączna | 30    | 9    | -    | 4    |

## Życie prywatne
Jej rodzice Didier Raboutou i Robyn Erbesfield-Raboutou (była mistrzynią świata w 1995) uprawiali również wspinaczkę sportową w latach 1988–1995, a jej brat Shawn również uprawia wspinaczkę. 

Raboutou studiuje na uniwersytecie w San Diego.